# Peadar O’Donnell

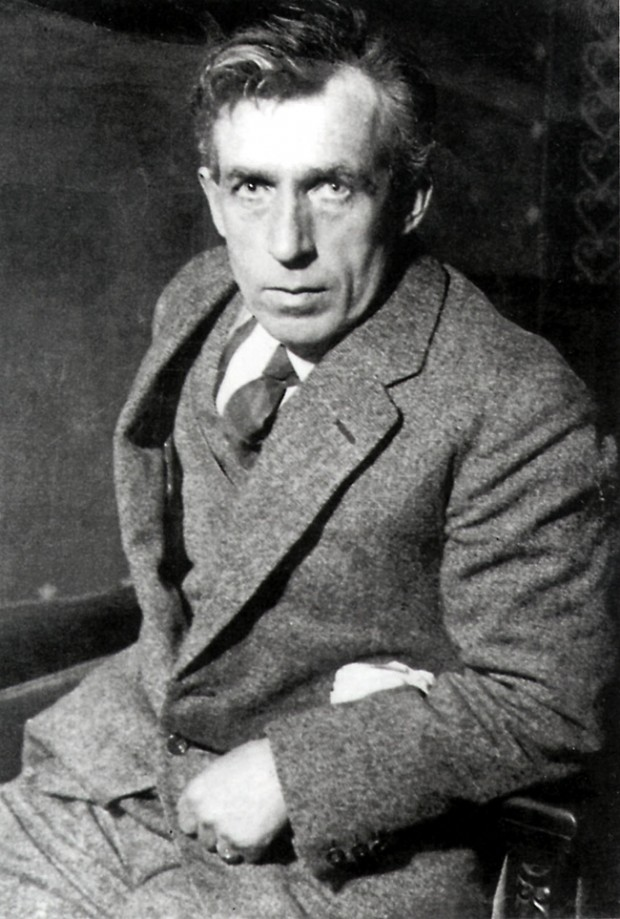
Peadar O'Donnell, 1930

Peadar O’Donnell (irisch Peadar Ó Domhnaill, * 22. Februar 1893 in Meenmore, County Donegal, Irland; † 13. Mai 1986 in Dublin, Irland) war ein irischer Schriftsteller, Revolutionär und sozialistischer Aktivist.

## Leben

### Familie
Peadar O’Donnell wurde als jüngstes von neun Kindern (sechs Söhne, drei Töchter) der Familie geboren. Sein Vater James (Seán Mór) O’Donnell war ein beliebter Fiddle-Spieler im Ort, der seinen Lebensunterhalt mit seinem Kleinbauernhof, als Saisonarbeiter in Schottland und mit Winterarbeit in der örtlichen Kornmühle verdiente. Seine Mutter Biddy entstammte einer nationalistisch gesinnten Arbeiterfamilie und arbeitete im Laden einer örtlichen Konsumgenossenschaft.

### Ausbildung zum Lehrer
Dass O’Donnell im Nordwesten von Donegal, einem der ärmsten und entlegensten Landstriche Irlands aufwuchs, sollte ihn früh beeinflussen. Er besuchte die Rampart National School und die Roshine National School, in der Nähe von Burtonport, wo er vier Jahre lang als Schüler-Lehrer Unterricht gab. 1911 bekam er ein Stipendium für eine Lehrerausbildung am St Patrick’s College in Drumcondra. 1913 kehrte er zurück nach Donegal, wo er zwei Jahre lang als Lehrer auf der Insel Inishfree arbeitete. 1915 wurde er zum Schulleiter der Derryhenny National School (in der Nähe von Dungloe) ernannt und ein Jahr später zum Rektor einer staatlichen Schule auf Árainn Mhór.

### Arbeit für die Gewerkschaft
Dort, auf Arranmore Island, begann O’Donnell mit dem Schreiben. Die ärmlichen Verhältnisse der tatie-hokers, der Kartoffelpflücker, die alljährlich nach Schottland fuhren, um dort zu arbeiten, hatten ihn schon immer betroffen gemacht. Im Sommer 1918 reiste er hinüber, um bei der Organisation der Schottischen Landarbeiter-Gewerkschaft zu helfen. Dort wurde er von linksgerichteten Radikalen wie William Gallacher und Emanuel Shinwell beeinflusst. Im September 1918 gab O’Donnell den Lehrerberuf auf und nahm eine Stelle bei der Irish Transport and General Workers’ Union (ITGWU) im Gebiet von West Ulster an.
1919 führte O’Donnell erfolgreich einen Streik der Krankenpfleger und -schwestern der Nervenheilanstalt des Bezirks Monaghan an. Das Personal arbeitete dort in einer 93-Stunden-Woche und hatte, neben anderen Zumutungen, zwischen den Arbeitsschichten auf dem Gelände der Anstalt zu bleiben. Der Oberarzt verteidigte diesen Schichtplan, indem er darauf hinwies, dass das Personal an jedem 13. Tag frei habe, und an jedem vierten Sonntag ab zehn Uhr vormittags. Daraufhin besetzten die Streikenden das Gelände, hissten die Rote Fahne auf dem Gebäude, und erklärten sich zum ersten „Sowjet außerhalb Russlands“. Als bewaffnete Polizisten eintrafen, verbarrikadierten sie sich. In der Zwischenzeit führte O’Donnell, als nun handelnder Direktor der Anstalt, eine 48-Stunden-Woche ein, entließ die Oberin, und sperrte einen des Defätismus für schuldig befundenen Mann in eine Gummizelle. Als die Behörden eine Lohnerhöhung vorschlugen, die nicht für das weibliche Personal gelten sollte, hielt der Sowjet an seiner Forderung der gleichen Bezahlung fest. Als der Fall am 20. Februar 1919 im britischen Unterhaus vorgetragen wurde, hatten sich die Streikenden bereits mit den Behörden geeinigt: das Personal erhielt eine 56-Stunden-Woche, gleiche Bezahlung für Männer und Frauen, und Verheiratete durften nach ihrer Schicht nach Hause gehen.
Damit endete O’Donnells Gewerkschafterkarriere mit einem eindrucksvollen Erfolg.

### Mit der IRA im Unabhängigkeits- und Bürgerkrieg
Als der Irische Unabhängigkeitskrieg begann, trat er Anfang 1919 in die IRA in Monaghan ein und kündigte Ende 1920 bei der ITGWU, um sich ganz dem Dienst in der Armee zu widmen. Er führte das 2. Bataillon der Donegal IRA, bis er im Dezember 1920 die Führung einer Schnellen Eingreiftruppe im Westen von Donegal übernahm. Im Mai 1921 wurde er verwundet.
O’Donnell war bei den anderen höherrangigen Offizieren der 1. Northern Division unbeliebt, weil er als ungehorsam und militärisch unerfahren galt. Er war im Gegenzug vom mangelnden sozialistischen Radikalismus unter den Republikanern enttäuscht.
Nach Abschluss des Anglo-Irischen Vertrages stand er auf der Seite der Vertragsgegner. Er übernahm nun im Bürgerkrieg die Führung der 1. Northern Division der IRA und war an der Besetzung der Four Courts in Dublin beteiligt.
Als er im Juni 1922 verhaftet wurde, teilte er sich im Gefängnis von Mountjoy eine Zelle mit Liam Mellows, den er beim Verfassen der Notes from Mountjoy beeinflusste, einem richtungsweisenden Dokument für spätere, politisch linke Republikaner. Die nächsten zwei Jahre verbrachte er in verschiedenen Gefängnissen und Internierungslagern.
Noch im Gefängnis, gewann er, nach dem Bürgerkrieg, im August 1923 bei den Wahlen zum Dáil Éireann des ersten Oireachtas einen Sitz für Donegal, den er bis 1927 hielt.
Ende 1923 ging er für 41 Tage in den Hungerstreik, bevor ihm im März 1924 die Flucht aus dem Lager Curragh gelang.
Im Juni 1924, immer noch auf der Flucht, heiratete er Lile O’Donel, eine wohlhabende Cumann-na-mBan-Aktivistin, die Informationen für republikanische Gefangene geschmuggelt hatte. O’Donel, Tochter eines Großgrundbesitzers aus dem County Mayo, war Mitglied der Communist Party of Ireland. Sie blieben kinderlos, adoptierten jedoch O’Donnells Neffen Peadar Joe nach dem Tod seines Bruders.
In ihrem Haus Drumcondra Road 174 in Meenmore, zwischen Burtonport und Dungloe gelegen, empfingen sie Gesellschaften in ihrem „Salon“, in dem O’Donnells Redegewandtheit und der Wohlstand seiner Frau die Grundlagen für vielfältige Debatten eines ebenso vielfältigen Publikums waren.

### Beginn der Schriftstellerei
Nach den ersten Anfängen auf Arranmore, widmete sich O’Donnell seit seiner Gefängniszeit ernsthaft der Schriftstellerei. Sein erster Roman, Storm, dessen Handlung in der Zeit des Unabhängigkeitskrieges angesiedelt ist, wurde 1925 veröffentlicht. Eines seiner bemerkenswertesten Bücher, Islanders, erschien 1928. Ein Jahr später folgte Adrigoole, das so wie Islanders von der Armut und der Hungersnot im ländlichen Irland handelt. Auf The Knife (1930) folgte On the Edge of the Storm (1934). Unter seinen späteren Romanen wird von Kritikern The Big Windows (1954) hervorgehoben. Zu seinen Fähigkeiten zählte das Einfühlungsvermögen in die Menschen, das Leben und die Landschaft des ländlichen Irlands. Seine Romane werden jedoch für ihren langsamen Handlungsfortschritt, ihre übertriebenen Details und ihren belehrenden Stil kritisiert. O’Donnell selbst erklärte, dass sein Schreiben ein Nebeneffekt seines politischen Aktivismus gewesen sei.
Seine autobiografische Sachbuch-Trilogie The Gates Flew Open (1932), Salud! An Irishman in Spain (1936) und There Will Be Another Day (1963) handelt von seinen Erfahrungen im Irischen Bürgerkrieg, im Spanischen Bürgerkrieg und seiner Rolle während der Unruhen Ende der 1920er-, Anfang der 1930er-Jahre, als er erfolgreich Kleinbauern organisierte, um gegen die Zahlung von Grundrenten an die Regierung zu protestieren, einer Kampagne, die später von Fianna Fáil aufgegriffen wurde und zu deren Wahlerfolg 1932 beitrug.
Eine weitere wichtige literarische Leistung O’Donnells war die Zeitschrift The Bell, die er 1940 gemeinsam mit Seán Ó Faoláin gründete, und von 1946 bis zu ihrer Einstellung 1954 herausgab. Es handelte sich um ein innovatives literarisches und politisches Magazin, das vom allgemein engstirnigen und konservativen Zeitgeist abwich. Die irische Presse unterlag zu dieser Zeit der Zensur der Regierung, namentlich durch Frank Aiken. The Bell gab in der dadurch recht langweiligen und stillen Zeitungslandschaft Schriftstellern die Möglichkeit, sich auszudrücken und gegensätzliche Meinungen zu diskutieren. Patrick Kavanagh, Valentin Iremonger, Brian O’Nolan, Bryan MacMahon, Monk Gibbon und Anthony Cronin schrieben regelmäßig Beiträge für das Magazin.

### Bruch mit der IRA
O’Donnell war die ganze Zeit über aktives Mitglied der IRA geblieben und spielte in ihrer Zeit zwischen den beiden Weltkriegen eine einflussreiche Rolle, insbesondere durch seine Arbeit als Redakteur der IRA-Zeitung An Phoblacht, die er von 1926 bis 1929 herausgab. Er versuchte die IRA vom Militarismus weg, hin zu sozialistischer Agitation zu führen. Sein oberstes Ziel war eine sozialistische Republik, die aus allen 32 Counties, also auch den sechs Counties in Nordirland, bestand. Doch er blieb bei diesem Versuch einer politischen Radikalisierung der IRA wenig erfolgreich. Als er im September 1931 Saor Éire gründete, eine Partei, die in den ländlichen Gebieten Arbeiter und Kleinbauern für den Widerstand gegen Großbritannien mobilisieren sollte, geschah das noch mit dem Rückhalt der IRA-Führung. Doch Saor Éire stieß mit ihrem kommunistischen Hintergrund auf den Widerstand der Kirche und der Öffentlichkeit, was sich daraufhin in einer feindlichen Stimmung gegen die IRA selbst widerspiegelte. Als Saor Éire gescheitert war, nahm O’Donnell 1934, gemeinsam mit Frank Ryan und George Gilmore, einen weiteren Anlauf mit der Gründung des Republican Congress, was für die Beteiligten zum Bruch mit der IRA führte. Doch auch der Congress blieb weitestgehend erfolglos.
Obwohl er behauptete, niemals Mitglied der Kommunistischen Partei gewesen zu sein, spielte O’Donnell doch eine zentrale Rolle, wenn es darum ging, Bündnisse zwischen Republikanern und der revolutionären Linken zu schmieden, und das nicht nur in Irland, sondern auch international. In kritischen Momenten unterstützte er ausnahmslos die Linie der KP. Nach dem Scheitern des Congress, trat er für die Sache der Spanischen Republik ein – er befand sich gerade in Spanien, als dort der Bürgerkrieg ausbrach. Sein Eintreten für unpopuläre Anliegen war für ihn immer wieder mit großer Frustration verbunden: 1932 wurde er bei politischen Versammlungen körperlich angegriffen; er verlor eine hochkarätige Verleumdungsklage gegen den Dominikaner-Orden Irish Rosary, der behauptet hatte, er habe an der Lenin-Universität in Moskau studiert, obwohl er die Sowjetunion nie besucht hatte; die Einreise in die Vereinigten Staaten war ihm mehrere Jahrzehnte lang verboten. Trotzdem sagte er einmal:

„My relations with all the great powers continue to be friendly.“

„Meine Beziehungen zu allen Großmächten sind weiterhin freundschaftlich.“

Um O’Donnells tatsächliche Beziehung zum Kommunismus zu beschreiben, die sich eher verbal ausdrückte, erzählte man sich eine Anekdote, in der ein Taxifahrer in Drumcondra nach O’Donnells Marxismus gefragt wird, und dieser antwortete: „With Peadar, where there’s smoke there’s salmon.“ (dt.: „Mit Peadar ist es so: Wo Rauch ist, ist auch Lachs.“)

### Radikal bis zuletzt
O’Donnell unterstützte radikale Aktionen bis zu seinem Tod. So setzte er sich für irische Emigranten ein. Er war prominentes Mitglied der irischen Kampagne für nukleare Abrüstung und fungierte in den frühen 1960er-Jahren als ihr Präsident. Er war führend bei den Protesten gegen den Vietnamkrieg und unterstützte die antikolonialen Bewegungen in Afrika ebenso wie den Kampf gegen Apartheid. In späteren Jahren war er noch Teilnehmer an der Save the West-Kampagne, bei der die Probleme des strukturschwachen Westen Irlands hervorgehoben wurden.
Nach monatelanger Krankheit starb Peadar O’Donnell mit 93 Jahren an einem Herzinfarkt. Seine Einäscherung fand in Glasnevin statt, die Urne wurde am Haus seiner Frau in Swinford (County Mayo) begraben.

## Werke (Auswahl)
- Peadar O’Donnell: The Knife. O’Brien Press Ltd, 1986, ISBN 978-0-906462-03-4.
- Peadar O’Donnell: Islanders: An Epic Story of Life in a Small Island Community Off Donegal. The Mercier Press Ltd, 2005, ISBN 978-1-85635-472-1.
- Peadar O’Donnell: Big Windows. O’Brien Press Ltd, 1988, ISBN 978-0-86278-090-6.
- Peadar O’Donnell: Monkeys in the Superstructure: Reminiscences of Peadar O’Donnell. Salmon Publishing Ltd, 1986, ISBN 978-0-948339-02-8.
- Peadar O’Donnell: Wrack: a Play in Six Scenes. Hassell Street Press, 2021, ISBN 978-1-01-472800-5.
- Peadar O’Donnell: The Gates Flew Open. Hassell Street Press, 2021, ISBN 978-1-01-391005-0.